# Grateful
Grateful – singel Edyty Górniak, wydany 24 lutego 2016 roku. Twórcami tekstu utworu są Karolina Alexandra Covington i Monika Borzym-Janowska, natomiast jego skomponowaniem zajęli się Borzym-Janowska, Mariusz Bogdan Obijalski i Robert Kamil Lewandowski.
Utwór znalazł się na 43. miejscu listy AirPlay, najczęściej odtwarzanych utworów w polskich rozgłośniach radiowych.
Kompozycja zajęła 3. miejsce w polskich preselekcjach do 61. Konkursu Piosenki Eurowizji.

## Geneza utworu
Autorem słów piosenki są Karolina Alexandra Covington oraz Monika Borzym-Janowska, natomiast jego skomponowaniem zajęli się Borzym-Janowska, Mariusz Bogdan Obijalski i Robert Kamil Lewandowski. Kompozycja została utrzymana w stylistyce popowej. Singel ukazał się w formacie digital download 24 lutego 2016 w Polsce.

## Preselekcje do Konkursu Piosenki Eurowizji
8 lutego 2016 Edyta Górniak na antenie radia RMF FM potwierdziła, że wraz z utworem „Grateful” zgłosiła się do polskich preselekcji do 61. Konkursu Piosenki Eurowizji. Kilka dni później kompozycja znalazła się na liście zakwalifikowanych do finału eliminacji, który odbył się 5 marca. Ostatecznie piosenka zajęła 3. miejsce.

## Premiera utworu
Premiera radiowa utworu miała miejsce 24 lutego 2016 w RMF FM. Singel znalazł się na 43. miejscu na liście AirPlay, najczęściej odtwarzanych utworów w polskich radiostacjach.

## Teledysk
24 lutego 2016 w serwisie YouTube zostało opublikowane audio piosenki.

## Lista utworów
- Digital download[1]

1. „Grateful” – 3:07

## Notowania

### Pozycje na listach airplay
| Kraj   | Lista (2016)      | Najwyższa pozycja |
| ------ | ----------------- | ----------------- |
| Polska | AirPlay – Top     | 43                |
| Polska | AirPlay – Nowości | 2                 |